# Філіпп Бой
Філіпп Бой (нім. Philipp Boy, нар. 23 липня 1987 року) — німецький гімнаст, призер чемпіонатів світу, чемпіон Європи, учасник двох Олімпійських ігор (2008, 2012).